# 루프맨
《루프맨》(영어: Roofman)은 2025년 개봉 예정인 미국의 범죄 드라마 영화이다. 데릭 시언프랜스가 감독과 공동각본을 맡았다.

## 출연진
- 채닝 테이텀 - 제프리 맨체스터
- 커스틴 던스트 - 리 웨인스콧
- 벤 멘덜슨
- 피터 딩클리지
- 우조 아두바
- 주노 템플
- 러키스 스탠필드
- 멜로니 디아즈
- 몰리 프라이스
- 릴리 콜리어스
- 에머리 코언
- 토니 레볼로리